# 초과의석
초과의석(超過議席, 독일어: Überhangmandat)은 독일연방의회 의원 선거 등에서 지역구에서는 다수대표제가 채택되어 있고 전국구에서는 비례대표제가 채택되어 있는 경우, 선거인은 지역구 후보자를 위하여 투표할 뿐 아니라(제1투표) 고정명부제에 의하여 정당을 위하여 투표함으로써(제2투표) 의석수과 초과의석만큼 예외적으로 늘어날 수 있는 가능성이 있다. 즉, 한 정당이 지역구에서 획득한 의석수가 제2투표에 의하여 그 정당에 배분된 의석수보다 클 경우이다.

## 같이 보기
- 독일 연방 의회